# Rasende Roboter
Rasende Roboter ist der Name eines Brettspieles von Alex Randolph.
Das Spiel erschien in Deutschland 1999 beim Hans im Glück Verlag. Ab 2004 erschienen zwei Neuauflagen bei Abacusspiele. Die englische Ausgabe wurde von Rio Grande Games 1999 als Ricochet Robot und 2004 als Ricochet Robots verlegt. 2013 veröffentlichte Abacusspiele in Deutschland eine neue, komplexere Auflage unter dem Namen Ricochet Robots. Das Spiel ist für Spieler ab 10 Jahren konzipiert und dauert etwa 45 Minuten, wobei der Verlag seit 2013 als Spieldauer 30 Minuten angibt.

## Ausstattung
Der Spielplan bestand ursprünglich aus vier beidseitig bedruckten Vierteln, sodass sich 96 verschiedene Kombinationsmöglichkeiten ergaben. Seit 2013 sind acht doppelseitige Viertel im Spiel, so dass 1536 Varianten des Spielplans möglich sind. Auf diesem Plan bewegen sich 4 Figuren (Roboter). Weiterhin gibt es 17 Chips und eine Sanduhr.

## Spielablauf
Rasende Roboter ist ein Denkspiel für zwei oder mehr Teilnehmer, potenziell ist die Zahl der Spieler nicht begrenzt. Die vier verschiedenfarbigen Roboter werden beliebig auf dem Spielplan verteilt. Dann wird einer der 17 Chips umgedreht. Mit Ausnahme eines bunten Chips sind auf jedem Chip ein Symbol und ein farbiger Hintergrund zu sehen, was exakt einem Feld auf dem Spielplan entspricht. Nun muss jeder Spieler eine Möglichkeit finden, den gleichfarbigen Roboter mit möglichst wenigen Zügen auf genau jenes Feld zu bringen. Jeder der vier farbigen Roboter muss dabei im Spielverlauf zu jeweils vier verschiedenen Feldern bewegt werden. Außerdem gibt es ein buntes Feld, zu dem ein beliebiger Roboter bewegt werden darf.
Die Roboter bewegen sich nur waagrecht oder senkrecht über den Spielplan und bleiben erst stehen, wenn sie auf ein Hindernis treffen, entweder eine Mauer auf dem Spielplan oder einen der anderen Roboter. Auch die drei andersfarbigen Roboter können bewegt werden, um sie dann als Hindernis zu nutzen. Hat ein Mitspieler einen Weg gefunden, so nennt er die Zahl der Züge, die er dazu benötigt, und dreht die Sanduhr um. Bis zum Ablauf der Sanduhr haben alle Mitspieler die Möglichkeit, die Zuganzahl ihrer Lösung zu nennen. Sobald die Sanduhr abgelaufen ist, zeigt der Mitspieler, der die kleinste Zahl genannt hat, seine Lösung. Bringt er den Roboter mit der genannten Zuganzahl auf das Zielfeld, so bekommt er den Chip. Anderenfalls bekommt der Mitspieler, der die zweitkleinste Zahl genannt hat, seine Chance usw.
Eine zusätzliche Variante seit der Ausgabe von 2004 ist es, einen fünften, zunächst silbernen und seit 2013 schwarzen Roboter mit in das Spiel aufzunehmen. Dieser kann nur als Hindernis für die anderen Roboter benutzt werden oder um auf das bunte Feld gezogen zu werden.
In der Ausgabe von 2013 sind auf einigen Spielplänen diagonale Sperren in den vier Farben abgedruckt. Diese werden vom gleichfarbigen Roboter gerade durchlaufen, während alle andersfarbigen Roboter im Winkel bis zur nächsten Barriere reflektiert werden, beides zählt jeweils als ein Zug.

## Spielende
Sind alle 17 Chips verteilt, d. h. alle 17 Aufgaben gelöst, so hat der Mitspieler mit den meisten Chips gewonnen. Seit 2013 reichen bei 3 Spielern 6 Chips, bei 4 Spielern 5 Chips. 

## Komplexitätstheoretische Betrachtung
Wie 2005 gezeigt wurde, ist die Frage, ob bei gegebenem Feld, gegebener Roboteranzahl und gegebener Startkonfiguration ein Lösungsweg für irgendeinen Roboter existiert, NP-schwer (s. Weblinks).

## Ausgaben
Die erste Ausgabe erschien 1999 unter dem Namen Rasende Roboter beim Hans im Glück Verlag. Diese Ausgabe ist nicht mehr erhältlich und bei Sammlern nach wie vor sehr beliebt. Eine englische und identische Version wurde im gleichen Jahr von Rio Grande Games als Ricochet Robot veröffentlicht.
Die zweite Ausgabe wurde 2004 von Rio Grande Games unter dem Namen Ricochet Robots veröffentlicht und in Deutschland von Abacusspiele vertrieben. Diese Version enthält einen fünften Roboter (schwarz) und besitzt zusätzliche Elemente auf dem Spielplan. Diese Ausgabe wird inzwischen nicht mehr hergestellt und ist nur noch selten erhältlich. Erkennbar ist sie an der blauen Schachtel.
Im Jahr 2008 veröffentlichte Rio Grande Games ebenfalls unter dem Namen Ricochet Robots die dritte Ausgabe, deren Spielplan wieder mit der Originalversion identisch ist. Diese Ausgabe wird in Deutschland weiterhin von Abacusspiele vertrieben und ist an der weinroten Schachtel und einem entsprechenden Aufdruck in der unteren linken Ecke zu erkennen. Sie enthält einen zusätzlichen silbernen Roboter, der für verschiedene Spielvarianten eingesetzt werden kann.
In der Auflage seit 2013, die nun auch in Deutschland von Abacusspiele als Ricochet Robots vertrieben wird, ist der zusätzliche Roboter schwarz und sind acht doppelseitige Elemente des Spielfelds enthalten. Der schwarze Roboter kann bei 16 der Zielchips nur als Hindernis eingesetzt werden, nur wenn der Farbwirbel das Ziel ist, darf auch er ins Ziel laufen.